# Petra Prokšanová
Petra Prokšanová, rozená Stejskalová, (* 1. dubna 1985 Praha) je česká marketérka, socioložka, publicistka a politička, členka KSČM.

## Život
Narodila se v roce 1985 v Praze. V mládí absolvovala studium na jazykové základní škole. V dětství se účastnila pionýrských táborů a již od mládí je dle svých slov protifašistickou aktivistkou. Poté studovala na gymnáziu a po maturitě začala v roce 2005 studovat sociologii a sociální politiku na Univerzitě Karlově, v oboru získala v roce 2011 magisterský titul. V říjnu 2021 zahájila také doktorské studium oboru historická sociologie. Živí se jako marketingová specialistka na volné noze, dříve pracovala ve společnosti IKEA, kde byla mj. také tiskovou mluvčí nebo webovou designérkou.
Je vdaná a má dvě dcery. Ve volném čase se věnuje historii, četbě či cestování, dříve také házené nebo kuželkám. Politicky se angažuje také v oblasti vzdělávání.

### Politické působení
V roce 2018 se stala členkou KSČM při místní organizaci na Praze 10. Stala se také členkou pléna oblastního výboru strany na Praze 10, Českého svazu bojovníků za svobodu, Levicového klubu žen a předsedkyní Společnosti Ludvíka Svobody v Praze a Středočeském kraji. Přispívá nebo přispívala do periodik jako Haló noviny, Naše pravda nebo Parlamentní listy. K roku 2025 působila také jako Vedoucí komise odborného zázemí KSČM pro mládež, studentstvo a mladé rodiny a jako členka Ústředního výboru KSČM.
Poprvé kandidovala ve sněmovních volbách v roce 2021, a to jako členka KSČM na 4. místě kandidátní listiny strany. Získala 552 preferenčních hlasů, ale nebyla zvolena, protože strana žádný mandát v Poslanecké sněmovně nezískala. V komunálních volbách v roce 2022 kandidovala jako lídryně kandidátní listiny KSČM v Praze 15, ale nebyla zvolena (kandidátní listina získala jen 0,77 % hlasů). Souběžně kandidovala ze 14. místa kandidátky KSČM do Zastupitelstva hlavního města Prahy, nicméně kandidátka získala jen 1,47 % hlasů a Prokšanová tak zvolena nebyla. V evropských volbách v roce 2024 kandidovala na 12. místě kandidátní listiny koalice Stačilo! (tj. KSČM., SD-SN a ČSNS). Získala 692 preferenčních hlasů a stala se desátou náhradnicí.
V únoru 2025 obdržela Cenu Julia Fučíka, ačkoliv web Manipulátoři uvedl, že byla sama členkou poroty, jež o přidělení ceny rozhodovala (Prokšanová tvrzení označila jako lživé).
Ve sněmovních volbách v roce 2025 kandiduje na druhém místě kandidátní listiny hnutí Stačilo! v Praze. Původně měla být lídryní kandidátní listiny hnutí ve městě, nakonec se lídryní těsně před podáním kandidátních listin stala předsedkyně SOCDEM Jana Maláčová. Prokšanová proti svému odsunu na druhé místo kandidátní listiny protestovala a uvedla, že v kampani bude pokračovat sama a s Maláčovou nijak spolupracovat nebude.